# Ugrabitev Sabink
Ugrabitev Sabink, včasih imenovano tudi kot Posilstvo Sabink, je bil v rimski mitologiji incident, v katerem so rimski moški množično ugrabljali mlade ženske iz drugih mest v regiji. Motiv je bil pogost predmet umetnikov, zlasti v obdobju renesanse in tudi po njej.
Beseda ugrabitev je konvencionalni prevod latinske besede raptio, ki se uporablja v antičnih pripovedih o incidentu. Sodobni znanstveniki navadno besedo razlagajo kot 'ugrabitev' v nasprotju s spolnim napadom. Vendar pa ostajajo sporna vprašanja, kako je treba presojati dejanja, storjena nad ženskami .

## Zgodba
Ugrabitev se izvedli Romul in njegovi večinoma moški privrženci v zgodnji zgodovini Rima, kmalu po ustanovitvi (sredi 8. stoletja pred našim štetjem). Iskali so ženske, da bi ustanovili družine. Rimljani so se  neuspešno pogajali s Sabinci, ki so poseljevali okolico. Sabinci so se bali nastanka rivalske družbe in niso dovoliti, da bi se ženske poročile z Rimljani. Posledično so Rimljani načrtovali ugrabitev Sabink med festivalom Neptuna Equesterja. Načrtovali in napovedali so čudovit festival, s katerim bodo privabili ljudi iz vseh bližnjih mest. Po Livijevih besedah se ga je udeležilo veliko ljudi iz sosednjih rimskih mest, tudi ljudje iz Caeninenses, Crustuminija in Antemnatesa ter številni drugi Sabinci. Na festivalu je Romul dal signal, na katerem so Rimljani pograbili Sabinke in se otepali Sabinskih moških. Ogorčene ugrabljenke je Romul kmalu pozval, naj sprejmejo rimske može .
Tit Livij trdi, da v zgodbi ni bilo nobenega neposrednega spolnega napada, vendar nekateri zapisi v primerjavi z dejansko zapisano zgodovino kažejo na zapeljevanje, ki temelji na obljubah Rimljanov. Livij pravi, da jim je Romul ponudil svobodno izbiro in ženskam obljubil državljanske in lastninske pravice. Po Livijevih besedah je Romul govoril z vsako osebno in izjavil »da je bilo to storjeno zaradi prevzetnosti njihovih očetov, ki niso privoliti v oddajo žensk v zakonsko zvezo svojim sosedom; ne glede na to pa se morajo pridružiti zakonitemu zakonskemu stanu, sodelovati pri vsem imetju in civilnih privilegijih in, od česar človeškemu srcu pri njihovih skupnih otrocih nič ne more biti dražje« .

## Vojna Sabincev in drugih plemen
Ogorčen nad tem dogodkom je kralj Caeninens prišel na rimsko ozemlje s svojo vojsko. Romul in Rimljani so v bitki srečali Caeninensa, ga ubili in razbili njihovo vojsko. Romul je pozneje napadel Caenino in jo prevzel ob prvem napadu. Ov vrnitvi v Rim je posvetil tempelj Jupitru Feretriju (po Liviju je bil prvi tempelj, posvečen v Rimu) in je plen sovražnega kralja ponudil kot spolia opima ('bogati plen'). Po Fasti Triumphales je Romul slavil zmagoslavje nad Caeninensom 1. marca 752 pred našim štetjem. 
Obenem je vojska Antemnatov napadla rimsko ozemlje. Rimljani so se maščevali, Antemnate v bitki porazili in njihovo mesto zajeli. Po Fasti Triumphales je Romul leta 752 pred našim štetjem slavil drugo zmagoslavje nad Antemnati.
Crustumini so tudi začeli vojno, vendar so bili tudi oni poraženi in njihovo mesto zajeto.
Romul je v Antemne in Crustumerium poslal rimske koloniste, v Rim pa so se preselili tudi številni državljani teh mest (zlasti družine ugrabljenih žensk).
Sami Sabinci so končno razglasili vojno, v boj pa jih je vodil njihov kralj Tit Tacij. Taciju je skoraj uspelo zajeti Rim, zahvaljujoč izdajstvu Tarpeia, hčerke Spurija Tarpeja, rimskega upravitelja citadele na Kapitolskem griču. Odprla je mestna vrata Sabincem v zameno za »tisto, kar so nosili na roki«, misleč, da bo dobila njihove zlate zapestnice. Namesto tega so jo Sabinci s svojimi ščiti pobili do smrti, truplo pa so pokopali ali vrgli s skale, ki je bila od nekdaj znana po njenem imenu, Tarpejska skala.
Rimljani so napadli Sabince, ki so zdaj držali citadelo. Rimsko napredovanje je vodil Host Hostilij,  obrambo Sabincev pa Mett Curtij. Hostilij je padel v boju in rimska linija je popustila. Umaknili so se do vrat Palatiuma. Romul je zbral svoje ljudi z obljubo, da bo na tem mestu postavil tempelj Jupitru Statorju. Nato jih je vodil nazaj v boj. Met Curtij je bil neprilagojen in je pobegnil peš, Rimljanom pa je kazalo, da bodo zmagali.
Na tej točki zgodbe pa so posegle Sabinke: 
[One] ogorčene nad tem zakaj je nastala vojna, so premagale plahost zaradi takšnih groznih prizorov in se z razmršenimi lasmi in oblačili pogumno vrgle med leteče orožje in hitele deliti vojsko z jezo in ublažile njihov bes; prigovarjale svojim očetom na eni strani in svojim možem na drugi strani »da se tast in zet med seboj ne onesnažita z nečisto krvjo in ne obarvata svojih potomcev s paricidom, tako kot njihove vnuke, druge njihove otroke. Če ste nezadovoljni s sorodnostjo med vami, če z našimi porokami obrnete svojo zamero proti nam; mi smo vzrok vojne, rane in prelivanja mož in staršev. Bolje bi bilo, da propademo, kot ostanemo žive vdove ali brez očetov, enega ali drugega«. 
Bitka se je končala in Sabinke so se dogovorile, da se bodo z Rimljani združili v en narod. Tit Tacij je skupaj z Romulom vladal vse do Tacijeve smrti pet let pozneje.
Novi sabinski prebivalci Rima so se naselili na kapitolskem griču, ki so ga zajeli v bitki.

## Umetnikova predstavitev
Številne obravnave legende so združile primerno navdihujoč zgled žilavosti in poguma starih Rimljanov v priložnost, da so v močno strastnem boju upodobili več figur, vključno junaško polgole figure v izrazito strastnem spopadu.
Tema je bila priljubljena v času renesanse, saj simbolizira pomen zakonske zveze za kontinuiteto družine in kulture. Bila je tudi primer bojne teme, v kateri je umetnik lahko pokazal svojo spretnost pri upodabljanju ženskih in moških figur v skrajnih pozah, z dodano prednostjo seksualne teme. Redno je bila upodobljena na italijanski cassoni (poročna skrinja) iz 15. stoletja in pozneje na večjih slikah. Primerljivo priložnost iz Nove zaveze je ponudila tema Pokol nedolžnih.

### Edgar Degas
Edgar Degas je naslikal Ugrabitev Sabink (kopija po Poussinu), c. 1861–1862.
»Mojstri morajo biti kopirani znova in znova« je dejal Degas »in šele potem, ko se izkažete za dobrega kopista, morate razumno dovoliti, da iz narave rišete redkev«. Degas je prvič dobil dovoljenje za kopiranje slik v Louvru leta 1853, ko je imel osemnajst let. Najbolj so ga zanimala velika dela italijanske renesanse in lastna klasična francoska dediščina, od tod ta podrobna kopija Poussinove slike. [9

### Giambologna
Italijansko-flamski kipar iz 16. stoletja Giambologna je upodobil predstavitev te teme s tremi figurami (moški dvigne žensko v zrak, drugi moški pa kleči), izklesani iz enega samega kosa marmorja. Ta skulptura velja za Giambolognevo mojstrovino. Prvotno je bila zamišljena kot demonstracija umetnikove sposobnosti, da ustvari zapleteno kiparsko skupino, njeno vsebino, legendarno Ugrabitev  Sabink, pa je bilo treba izumiti. Francesco I. de' Medici, veliki vojvoda Toskane je ukazal, da se javno razstavi v loži Loggia dei Lanzi na Piazza della Signoria v Firencah.
Predlagano mesto skulpture nasproti kipa Perzej Benvenuta Celinija je spodbudilo namigovanja, da bi skupina ponazorila temo, povezano z nekdanjim delom, kot je Ugrabitev Andromede s strani Fineja. Ugrabitve Proserpine (grško Perzefone) in Helene so bile prav tako navedene kot možne teme. Na koncu je bilo odločeno, da je treba skulpturo identificirati kot eno od Sabinskih devic.
Delo je podpisano OPVS IOANNIS BOLONII FLANDRI MDLXXXII (Delo Johannesa iz Boulogna Flanderskega, 1582). Zgodnji pripravljalni bron, v katerem sta samo dva lika, je v muzeju Museo Nazionale di Capodimonte v Neaplju. Giambologna je nato revidiral shemo, tokrat s tretjo figuro, v dveh modelih z voskom, ki sta zdaj v muzeju Victoria in Albert v Londonu. Umetnikov celovit gesso za končno skulpturo, ki je bil izdelan leta 1582, je na ogled v Galleria dell'Accademia v Firencah.
Bronasta zmanjšanja skulptura, ki so jih izdelali v ateljeju Giambologna in so jih posnemali drugi, je bila osnovna zbirka poznavalcev v 19. stoletju.

### Nicolas Poussin
Nicolas Poussin je pripravil dve glavni različici tega predmeta, ki sta mu omogočili v celoti prikazati svoje neprekosljivo poznavanje antike, skupaj z obvladanjem zapletenih odnosov figur v dramatičnem srečanju. Eno, ki je zdaj v Metropolitanskem muzeju umetnosti v New Yorku, je izdelal v Rimu v letih 1634–35. Na levi je prikazan Romul, ki Rimljanom daje signal za ugrabitev.
Druga različica 1636–37, ki je zdaj v muzeju v Louvru, kaže, da Poussin tega predmeta ni izčrpal, čeprav so nekatere glavne figure podobne. Arhitekturna postavitev je bolj razvita.

### Peter Paul Rubens
Peter Paul Rubens je slikal različico teme približno 1635–40. To je v Nacionalni galeriji v Londonu
Peter Paul Rubens painted a version of the subject about 1635–40. It is at the National Gallery, London. 

### Jacques-Louis David
Jacques-Louis David je naslikal drugi konec zgodbe, ko so ženske posredovale, da bi pomirile bojevite strani. Sabinke, ki si prizadevajo za mir s tekom med borci, je dokončal leta 1799. Slika je v muzeju Louvre.
David se je ukvarjal s tem od leta 1796, ko je bila Francija v vojni z drugimi evropskimi narodi, po obdobju državljanskih sporov, ki so se končali z  Jakobinsko diktaturo in termidorsko reakcijo, med katerimi je bil David sam zaprt kot podpornik Robespierra. Potem ko ga je Davidova odtujena žena obiskala v zaporu, je zasnoval idejo, da bi pripovedoval zgodbo, v čast svoji ženi, pri čemer je tema bila ljubezen, ki prevlada nad konfliktom. Na sliko so Francozi gledali tudi kot nagovor, da bi uskladili svoje razlike po krvavi francoski revoluciji.
Na sliki je upodobljena Romulova žena Hersilija - hči Tita Tacija, voditelja Sabincev -, ki se postavi med moža in očeta in med njima postavlja svoje otroke. Močan Romul se pripravlja, da s sulico udari napol umikajočega Tacija, vendar se obotavlja. Drugi vojaki že pospravljajo svoje meče.
V ozadju je skalni izdanek, Tarpejska skala.

### John Leech
Angleški satirični slikar 19. stoletja John Leech je v svojo Comic History of Rome vključil upodobitev ugrabitev Sabink, kjer so ženske z namernim anahronizmom upodobljene v viktorijanskem kostumu in so bile odnesene iz Corone et Ancora, običajna angleška oznaka za pub v obmorskih mestih.

### Pablo Picasso
Pablo Picasso je to temo obiskal v več svojih različicah Ugrabitev Sabink (1962–63), od katerih je ena v Muzeju likovnih umetnosti v Bostonu. Te temeljijo na Davidovi različici. Povezujejo začetek in konec zgodbe, upodabljajo brhka Romula in Tacija, ki ignorirata in teptata izpostavljeno figuro Hersilije in njene otroke.

### Charles Christian Nahl
Charles Christian Nahl je to temo naslikal v triu del z naslovom Ugrabitev, Ujetništvo in Invazija.